# Drei Gleichen (comune)
Drei Gleichen è un comune di  abitanti della Turingia, in Germania. Appartiene al circondario di Gotha.
Il comune prende nome dalle Drei Gleichen, un gruppo di tre fortezze poste in cima a tre alture; non esiste alcun centro abitato con tale nome: si tratta pertanto di un comune sparso. La sede comunale è posta nella frazione di Wandersleben.
Drei Gleiche ha lo status di Landgemeinde
e svolge il ruolo di "comune amministratore" (Erfüllende Gemeinde) nei confronti del comune di Schwabhausen.

## Storia
Il comune fu formato il 1º gennaio 2009 dall'unione dei comuni di Grabsleben, Mühlberg, Seebergen e Wandersleben.
Nel 2018 venne aggregato al comune di Drei Gleichen il comune di Günthersleben-Wechmar.

## Geografia antropica
Il comune di Drei Gleichen è suddiviso nelle frazioni (Ortsteil) di Cobstädt,  Grabsleben, Großrettbach, Günthersleben, Mühlberg, Seebergen, Wandersleben e Wechmar.